# Aunay-sous-Auneau
Aunay-sous-Auneau ist eine französische Gemeinde mit 1.511 Einwohnern (Stand: 1. Januar 2022) im Département Eure-et-Loir in der Region Centre-Val de Loire; sie gehört zum Arrondissement Chartres und ist Teil des Kantons Auneau.

## Geographie
Aunay-sous-Auneau liegt etwa 21 Kilometer östlich von Chartres. Umgeben wird Aunay-sous-Auneau von den Nachbargemeinden Orsonville im Norden, Paray-Douaville im Osten und Nordosten, Sainville im Osten und Südosten, La Chapelle-d’Aunainville im Süden, Saint-Léger-des-Aubées im Südwesten, Roinville im Westen sowie Auneau-Bleury-Saint-Symphorien im Nordwesten.
Namensgebend ist der Bachlauf Aunay, der nach wenigen Kilometern in die Voise mündet.

## Bevölkerungsentwicklung
| Jahr                      | 1793 | 1856 | 1901 | 1954 | 1962 | 1968 | 1975 | 1982 | 1990 | 1999 | 2006 | 2013 |
| Einwohner                 | 915  | 1060 | 1033 | 1024 | 837  | 755  | 881  | 1109 | 1239 | 1328 | 1387 | 1417 |
| Quelle: Cassini und INSEE |      |      |      |      |      |      |      |      |      |      |      |      |

## Sehenswürdigkeiten

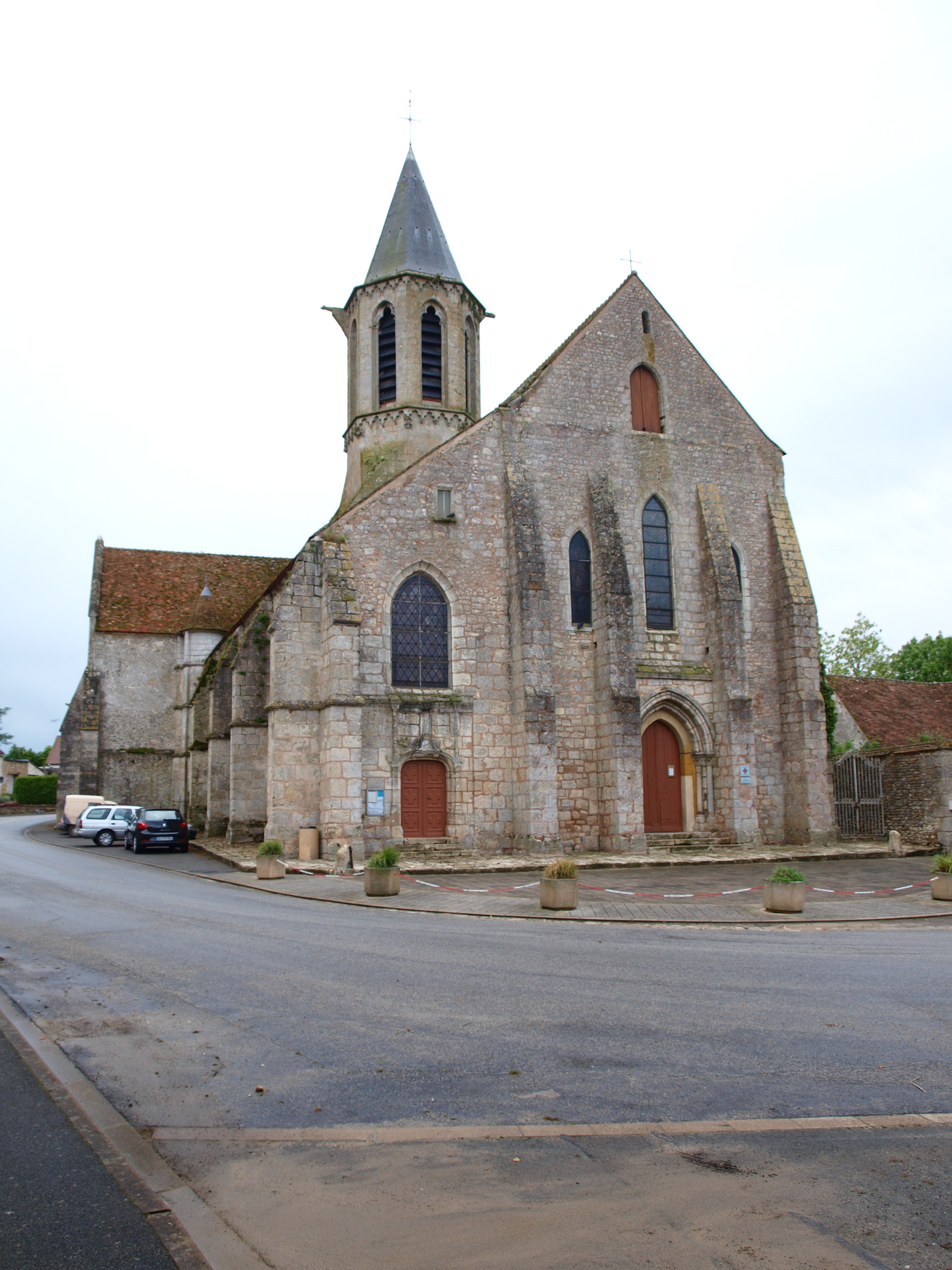
Kirche Saint-Éloi

- Kirche Saint-Éloi, seit 1909 Monument historique

## Persönlichkeiten
- François-André Isambert (1792–1857), Politiker und Jurist
- Mariette Hélène Delangle (1900–1984), Automobilrennfahrerin